# Атаксия
Атакси́я (греч. ἀταξία — беспорядок) — нарушение согласованности движений различных мышц при условии отсутствия мышечной слабости; одно из часто наблюдаемых расстройств моторики. Это нервно-мышечное заболевание, которое может носить генетический характер, а также развивается при серьёзном гиповитаминозе витамина B12 и как следствие церебрального инсульта. Сила в конечностях может быть сохранена полностью, однако движения становятся неловкими, неточными, нарушается их преемственность и последовательность, равновесие при стоянии и ходьбе.
Выделяют атаксию статическую (нарушение равновесия при стоянии) и атаксию динамическую (дискоординацию при движениях).
Типы атаксий в клинической практике:
- сенситивная или заднестолбовая (атаксия при нарушении проводников глубокомышечной чувствительности);
- мозжечковая (атаксия при поражении мозжечка);
- вестибулярная (атаксия при поражении вестибулярного аппарата);
- корковая (атаксия при поражении коры лобной или височно-затылочной области, теменной области, корково-мозжечковых путей).